# Urocystis tritici
Urocystis tritici är en svampart som beskrevs av Körn. 1877. Urocystis tritici ingår i släktet Urocystis och familjen Urocystidaceae.   Inga underarter finns listade i Catalogue of Life.